# 안소르게자유꼬리박쥐
안소르게자유꼬리박쥐(Chaerephon ansorgei)는 큰귀박쥐과에 속하는 박쥐의 일종이다. 사하라 이남 아프리카의 토착종이다. 학명과 일반명은 공식적으로 기재된 표본을 첫 수집한 안소르게(W.J. Ansorge)의 이름에서 유래했다.

## 특징
안소르게자유꼬리박쥐는 작은사냥개박쥐속에 속하는 작은 종으로 전체 몸길이가 약 7~12cm이고, 날개 폭이 약 33cm이다. 몸무게는 평균 16g이지만, 수컷이 암컷보다 약간 무겁다. 털은 짧고, 상체는 초콜렛 갈색을 띠고, 아랫쪽은 연한 갈색이다. 목의 털은 몸보다 더 진한 색을 띠며, 특히 수컷은 거의 거무스름한 색을 보인다.